# Genoplesium
Genoplesium é um género botânico pertencente à família das orquídeas (Orchidaceae).

## Espécies
1. Genoplesium acuminatum (R.S.Rogers) D.L.Jones & M.A.Clem., Lindleyana 4: 142 (1989).
2. Genoplesium alticola D.L.Jones & B.Gray, Austral. Orchid Res. 2: 66 (1991).
3. Genoplesium apostasioides (Fitzg.) D.L.Jones & M.A.Clem., Lindleyana 4: 142 (1989).
4. Genoplesium archeri (Hook.f.) D.L.Jones & M.A.Clem., Lindleyana 4: 142 (1989).
5. Genoplesium arrectum D.L.Jones, Austral. Orchid Res. 2: 66 (1991).
6. Genoplesium baueri R.Br., Prodr.: 319 (1810).
7. Genoplesium bishopii D.L.Jones, Orchadian 13: 227 (2000).
8. Genoplesium brachystachyum (Lindl.) D.L.Jones & M.A.Clem., Lindleyana 4: 142 (1989).
9. Genoplesium calopterum (Rchb.f.) D.L.Jones & M.A.Clem., Lindleyana 4: 142 (1989).
10. Genoplesium citriodorum D.L.Jones & M.A.Clem., Austral. Orchid Res. 2: 67 (1991).
11. Genoplesium confertum D.L.Jones, Austral. Orchid Res. 2: 68 (1991).
12. Genoplesium cranei D.L.Jones, Orchadian 13: 102 (2000).
13. Genoplesium despectans (Hook.f.) D.L.Jones & M.A.Clem., Lindleyana 4: 142 (1989).
14. Genoplesium ectopum D.L.Jones, Orchadian 12: 570 (1999).
15. Genoplesium eriochilum (Fitzg.) D.L.Jones & M.A.Clem., Lindleyana 4: 143 (1989).
16. Genoplesium filiforme (Fitzg.) D.L.Jones & M.A.Clem., Lindleyana 4: 143 (1989).
17. Genoplesium fimbriatum (R.Br.) D.L.Jones & M.A.Clem., Lindleyana 4: 143 (1989).
18. Genoplesium firthii (Cady) D.L.Jones, Austral. Orchid Res. 3: 89 (1998).
19. Genoplesium formosum D.L.Jones, Orchadian 13: 293 (2001).
20. Genoplesium insigne D.L.Jones, Orchadian 13: 295 (2001).
21. Genoplesium littorale D.L.Jones, Orchadian 13: 297 (2001).
22. Genoplesium morinum D.L.Jones, Austral. Orchid Res. 2: 68 (1991).
23. Genoplesium morrisii (Nicholls) D.L.Jones & M.A.Clem., Lindleyana 4: 142 (1989).
24. Genoplesium nigricans (R.Br.) D.L.Jones & M.A.Clem., Lindleyana 4: 143 (1989).
25. Genoplesium nudiscapum (Hook.f.) D.L.Jones & M.A.Clem., Lindleyana 4: 143 (1989).
26. Genoplesium nudum (Hook.f.) D.L.Jones & M.A.Clem., Lindleyana 4: 144 (1989).
27. Genoplesium oliganthum D.L.Jones, Orchadian 13: 299 (2001).
28. Genoplesium ostrinum D.L.Jones, Orchadian 13: 301 (2001).
29. Genoplesium parvicallum (Rupp) D.L.Jones & M.A.Clem., Lindleyana 4: 144 (1989).
30. Genoplesium pedersonii D.L.Jones, Austral. Orchid Res. 2: 69 (1991).
31. Genoplesium plumosum (Rupp) D.L.Jones & M.A.Clem., Lindleyana 4: 144 (1989).
32. Genoplesium psammophilum D.L.Jones, Austral. Orchid Res. 2: 69 (1991).
33. Genoplesium pumilum (Hook.f.) D.L.Jones & M.A.Clem., Lindleyana 4: 144 (1989).
34. Genoplesium rhyoliticum D.L.Jones & M.A.Clem., Austral. Orchid Res. 2: 70 (1991).
35. Genoplesium rufum (R.Br.) D.L.Jones & M.A.Clem., Lindleyana 4: 144 (1989).
36. Genoplesium ruppii (R.S.Rogers) D.L.Jones, Orchadian 13: 303 (2001).
37. Genoplesium sagittiferum (Rupp) D.L.Jones & M.A.Clem., Lindleyana 4: 145 (1989).
38. Genoplesium sigmoideum D.L.Jones, Austral. Orchid Res. 2: 70 (1991).
39. Genoplesium simulans D.L.Jones, Austral. Orchid Res. 2: 71 (1991).
40. Genoplesium superbum D.L.Jones, Austral. Orchid Res. 2: 72 (1991).
41. Genoplesium systenum D.L.Jones, Austral. Orchid Res. 2: 72 (1991).
42. Genoplesium tasmanicum D.L.Jones, Austral. Orchid Res. 3: 90 (1998).
43. Genoplesium tectum D.L.Jones, Austral. Orchid Res. 2: 73 (1991).
44. Genoplesium turfosum D.L.Jones, Austral. Orchid Res. 2: 74 (1991).
45. Genoplesium validum D.L.Jones, Austral. Orchid Res. 2: 74 (1991).
46. Genoplesium vernale D.L.Jones, Orchadian 13: 305 (2001).
47. Genoplesium woollsii (F.Muell.) D.L.Jones & M.A.Clem., Lindleyana 4: 145 (1989).